# 3385 Bronnina
3385 Bronnina è un asteroide della fascia principale. Scoperto nel 1979, presenta un'orbita caratterizzata da un semiasse maggiore pari a 2,2207110 UA e da un'eccentricità di 0,0411672, inclinata di 6,80358° rispetto all'eclittica.